# 607
Cette page concerne l'année 607  du calendrier julien. Pour l'année 607 av. J.-C., voir 607 av. J.-C. Pour le nombre 607, voir 607 (nombre). Pour la voiture, voir Peugeot 607.
L'année 607 est une année commune qui commence un dimanche.

## Événements
- 23 janvier : Thomas devient patriarche de Constantinople (fin en 610)[1].
- 19 février : début du pontificat de Boniface III (fin le 10 novembre)[2].
- 15 mars : passage de la comète de Halley[3].
- Juillet[4] : Le régent Shotoku Taishi envoie une ambassade en Chine, à la cour des Sui, dirigée par Ono no Imoko (607-608). Le souverain japonais est désigné comme fils du ciel du pays où se lève le soleil, ce qui irrite l'empereur  Yangdi, qui considère le Japon comme tributaire de la Chine[5].

- Les Perses commencent à investir une à une les villes de Syrie et d’Asie Mineure. Une armée perse dirigée par Shahin Vahmanzadegan envahit l'Arménie byzantine, où elle prend Theodosiopolis puis va assiéger Césarée de Cappadoce avant d'atteindre Chalcédoine en 610 ; une autre armée menée par Schahrbaraz soumet les villes de Haute Mésopotamie, Mardin, Amida, Édesse, prise en 609[6].
- Le Lombard Agilulf, arien, se convertit au catholicisme[7].
- Au Japon, à Nara, érection du temple bouddhique en bois de Hōryū-ji. Il s'agit de la structure en bois la plus vieille au monde[8].

## Décès en 607
- 23 mai : Didier saint catholique, évêque de Vienne déposé, lapidé sur ordre de Brunehilde[1] (ou en 608).
- 10 novembre : Boniface III, pape[2].

Date inconnue
- Urwa ibn al-Ward, poète arabe